# 突発性射精
突発性射精（とっぱつせいしゃせい）または自発射精（じはつしゃせい）（英: Spontaneous ejaculation）とは、性的刺激や性的思考とは無関係に突然に射精する現象である。夢精は、突発性射精の正常/生理的形態と考えられる。男性のみならず女性でも自発絶頂（じはつぜっちょう、英: Spontaneous orgasm）が発生し得る。
病的な突発性射精は、快感、非快感、または不快感として経験され、苦痛を伴うことがある。 病的突発性射精の原因としては、脊髄病変、心理的原因、狂犬病、薬剤の副作用が挙げられる。一部の症例では、原因が特定できない場合がある。突発性射精は、誘因が無いか、または様々な非性的状況（排尿、排便、亀頭への非性的接触、不安、パニック発作、学校の試験等のストレス）によって誘発される。

## 原因
神経症や統合失調症を有する患者で突発性射精が見られることが1983年に報告された。また、不安・緊張時に突発性射精が発生し、後に統合失調症を発症した例も報告されている。
中枢性ノルアドレナリン作動性神経は不安と性的興奮の双方に関連するので、突発性射精の発生に関連がある可能性がある。

### 薬剤性
薬剤の副作用として突発性射精が知られている。殆どの症例は抗うつ薬、抗精神病薬、精神刺激薬などの精神科治療薬に関連している。
- 選択的セロトニン再取り込み阻害薬（SSRI）（例、シタロプラム、エスシタロプラム、フルオキセチン、セルトラリン）
- セロトニン・ノルアドレナリン再取り込み阻害薬（SNRI）（例、ベンラファキシン、ミルナシプラン、デュロキセチン）
- ノルアドレナリン再取り込み阻害薬（英語版）（NRI）（例、アトモキセチン、レボキセチン（英語版））
- ノルアドレナリン・ドパミン再取り込み阻害薬（英語版）（NDRI）（例、メチルフェニデート、ブプロピオン）
- 三環系抗うつ薬（TCA）（例、イミプラミン、デシプラミン（英語版））
- モノアミン酸化酵素阻害薬（MAOI）（例、ラサギリン）
- セロトニン遮断再取り込み阻害薬（英語版）（SARI）（例、ネファゾドン（英語版））
- 精神刺激薬（例、メチルフェニデート、デキストロアンフェタミン）
- 定型抗精神病薬（ズクロペンチキソール（英語版）、トリフルオペラジン（英語版）、チオチキセン（英語版））
- 非定型抗精神病薬（オランザピン、アリピプラゾール、ゾテピン）
- 抗ヒスタミン薬（フェキソフェナジン[5]）

## 治療
突発性射精の治療には、心理療法、選択的セロトニン再取り込み阻害薬（SSRI）（例、パロキセチン、シタロプラム、セルトラリン）、α1遮断薬（シロドシン）、抗不安薬などが用いられる。